# Jonás Guerrero Corona
Jonás Guerrero Corona (20 de noviembre de 1946, El Chante, Autlán de Navarro, Jalisco) es sacerdote y obispo emérito mexicano, que se desempeñó como obispo auxiliar de México y como Obispo de Culiacán. 
Fue ordenado como sacerdote el 5 de junio de 1976. y nombrado como obispo auxiliar de la Ciudad de México el 29 de enero de 2000 por el papa Juan Pablo II. 
El cardenal Norberto Rivera lo nombró obispo auxiliar para la Sexta Vicaria Episcopal de la Arquidiócesis Primada de México el 4 de marzo del mismo año. 
El 18 de marzo de 2011 fue nombrado obispo de la diócesis de Culiacán, cargo en el que sirvió hasta septiembre de 2023 en el que le fue aceptada su renuncia por 75 años de edadmismo que fue sucedido por  Jesús José Herrera Quiñones .Actualmente es Obispo emérito y Administrador apostólico de la diócesis de Culiacán.